# Adolf Wüllner
Adolf Wüllner (Düsseldorf, 13 giugno 1835 – Aquisgrana, 6 ottobre 1908) è stato un fisico tedesco.

## Biografia
Studiò fisica alle università di Bonn, Monaco e Berlino, diplomandosi all'Università di Marburg nel 1858. Nel 1862 divenne direttore della scuola professionale ad Aquisgrana e tre anni più tardi insegnò classi di fisica presso l'accademia agricola di Poppelsdorf. Nel 1867 fu nominato professore associato presso l'Università di Bonn, e dal 1869 in poi, fu professore di fisica all'Università tecnica di Aquisgrana. Nel 1883-86 fu rettore accademico.
È ricordato per il suo lavoro sul calore specifico di liquidi e gas, tensione di vapore, indici di rifrazione e spettri di emissione.

## Opere
È stato autore di un libro di testo di successo sulla fisica sperimentale che è stato pubblicato in diverse edizioni:
- Lehrbuch der Experimentalphysik (2 volumi 1862–65; 5ª edizione, 4 volumi 1907):
  - Vol. 1: Allgemeine Physik und Akustik.
  - Vol. 2: Die Lehre von der Wärme.
  - Vol. 3: Die Lehre vom Magnetismus und von der Elektricität.
  - Vol, 4: Die Lehre von der Strahlung.

Altre opere:
- Ueber den Einfluss des Procentgehaltes auf die Spannkraft der Dämpfe aus wässerigen Salzlösungen (1856).
- Die Absorption des Lichtes in isotropen Mitteln, 1862.
- Einleitung in die Dioptrik des Auges, 1866.
- Die Entwicklung der Grundanschauungen in der Physik im Laufe unseres Jahrhunderts, 1887.